# Giancarlo Bonomo
Giancarlo Bonomo (Udine, 9 agosto 1962) è un critico d'arte e curatore italiano.
Fondatore del Movimento Arte Intuitiva e ideatore del brand Eclipsis Style Project. Ha partecipato a due edizioni della Biennale di Venezia (nel 2009 e 2013) ed ha realizzato numerosi eventi espositivi in Italia e Svizzera. Nel 2015 ha conseguito il Premio Enzo Biagi per la comunicazione televisiva di qualità.

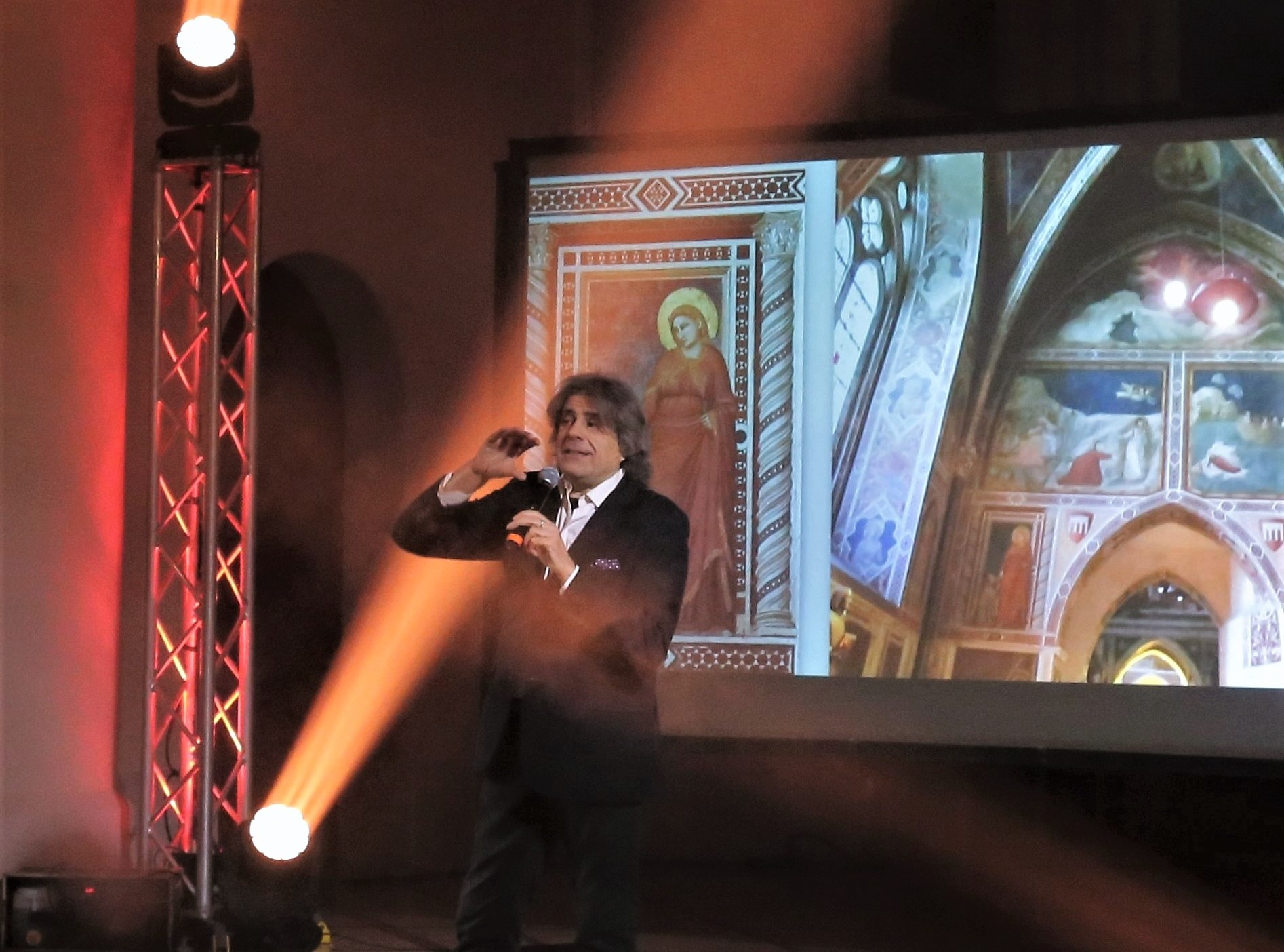
Giancarlo Bonomo

## Biografia
La sua attività nel mondo dell'arte inizia nel 1986 quando costituisce una società di servizi fotografici e produzioni video operante nel campo dello spettacolo, dell'attualità e della moda. Parallelamente inizia un percorso di formazione comparata nelle discipline artistiche che si traduce in frequenti viaggi di studio nelle capitali italiane dell'arte e in numerosi paesi europei.
Dopo gli studi di storia dell'arte ed architettura rinascimentale, nel 1996 fonda a Trieste – con l'artista Fedele Boffoli – il Movimento Arte Intuitiva, una Scuola d'avanguardia che propone laboratori multidisciplinari di espressione artistica basata sul principio dell'intuizione intellettuale. Nel 2002 assume la guida della scuola in qualità di presidente e, nello stesso periodo, viene nominato direttore artistico del Salone d'Arte Contemporanea di Trieste.
Nel 2009 viene invitato alla 53. Esposizione Internazionale d'Arte - La Biennale di Venezia quale consulente e critico del progetto multimediale Blue Zone. Nell'ambito della manifestazione pubblica la tesi Polvere e Stimmung, dove espone i principi fondamentali delle nuove realtà visive nel contesto antropologico culturale. L'anno successivo conduce una serie di trasmissioni televisive in diretta di arte contemporanea con il Gruppo Real Arte di Sant'Elpidio a Mare, in onda sulla piattaforma Sky, dove presenta numerosi artisti italiani (Alighiero Boetti, Agostino Bonalumi, Enrico Castellani, Sandro Chia e la Transavanguardia italiana, Giorgio de Chirico, Lucio Fontana, Amedeo Modigliani, Tancredi) ed internazionali (Arman, Christo, Keith Haring, Hans Hartung, Robert Indiana, Paul Jenkins, Mark Kostabi, Georges Mathieu e Victor Vasarely).
Nel maggio del 2012 pubblica a Roma il volume Oltre la paura, corredato dai dipinti di Raffaello Ossola. Nei capitoli principali dell'opera analizza la costruzione mentale della paura e delle fobie, indicando percorsi di psicosintesi e pacificazione interiore. Il 4 dicembre 2012, nel Complesso Espositivo di Montecitorio, dopo la prolusione intitolata Silenziosa luce, viene premiato dalla Camera dei deputati per meriti culturali.
Nel 2013 partecipa alla 55. Esposizione Internazionale d'Arte - La Biennale di Venezia come curatore ufficiale e critico del progetto multimediale Overplay, patrocinato dal Goethe-Institut e dal Consolato Generale di Germania. In tale contesto pubblica la tesi Inversione del reale e punto zero ed un saggio iconologico su Antonio Allegri detto il Correggio, presente con un'opera nella sezione storica dell'evento. Nello stesso anno fonda il brand Eclipsis Style Project, un collettivo per le attività di studio, promozione e tutela del patrimonio artistico.
Nel 2015 debutta quale autore ed interprete con lo spettacolo multimediale De Sacra Imagine in cui propone una sequenza di opere del Rinascimento nel contesto di un'azione teatrale e musicale. Nel dicembre 2016, presso la chiesa parrocchiale di San Valentino di Fiumicello Villa Vicentina, rappresenta con le medesime interazioni sceniche lo spettacolo Raffaello Sanzio. La Luce della Bellezza. L'anno successivo, nell'agosto del 2017, porta in scena la vita e le opere di Giorgione e Giambattista Tiepolo in due serate esclusive rappresentate in piazza Capitolo ad Aquileia, entrambe patrocinate dall'UNESCO.
Il 16 novembre 2017, presso il Palazzo della Gran Guardia di Verona, con il patrocinio del MIBACT, inaugura in veste di curatore l'esposizione internazionale Van Gogh Alive-The Experience, un evento multimediale con oltre tremila immagini animate su maxischermi da cinquanta proiettori ad alta definizione e accompagnate con suono surround di qualità cinematografica, ideato dalla società australiana Grande Exhibitions e prodotto da Time4Fun. Il progetto espositivo, a carattere itinerante, dopo i consensi ottenuti in Australia, Stati Uniti e Russia, verrà riproposto l'anno successivo presso i Magazzini del Cotone del Porto Antico di Genova.
Il 7 dicembre 2017 ripropone la modalità dello spettacolo audiovisivo con la rappresentazione teatrale Nel cielo di Michelangelo, da lui scritta e diretta, dedicata alla vita e all'opera del genio toscano in un percorso che coniuga pittura e scultura. Ritorna in scena nell'agosto del 2018 con una nuova produzione teatrale, Sandro Botticelli. L'infinita giovinezza, che ripercorre la genesi dei capolavori del maestro fiorentino ed il rapporto privilegiato con la famiglia Medici nella seconda metà del '400.
Il 5 ottobre 2018 inaugura al Palazzo degli Esami in Roma una nuova esposizione internazionale multimediale: Impressionisti Francesi, da Monet a Cézanne. Nell'ambito della mostra di cui è il curatore, potenti proiettori ad alta definizione, una grafica multicanale e un suono surround contribuiscono a creare uno dei più coinvolgenti ambienti multi-screen al mondo dedicati all'arte moderna.
Il 5 dicembre 2018, con il governatore della Regione Puglia Michele Emiliano, inaugura la riapertura dello storico Teatro Margherita di Bari, autentico gioiello Liberty della città. In tale occasione viene allestita al suo interno la mostra Van Gogh Alive-The Experience, di cui è nuovamente il curatore designato dalla produzione. Questo evento multimediale, nelle varie sedi italiane di presentazione, è stato seguito da oltre 500.000 visitatori. Nello stesso mese ritorna al teatro dell'arte con lo spettacolo culturale, da lui scritto e diretto,  Piero della Francesca. Il mistero della vera Luce, in cui ricostruisce il percorso iconografico del grande artista attraverso nuove ipotesi interpretative inerenti alle opere più controverse ed enigmatiche.
Nell'ambito del 1º Festival della Psicologia nella Regione FVG, promosso dall'Associazione PsicoAttività, nel novembre 2019 presenta al Museo Revoltella di Trieste l'evento multimediale Leonardo. La scienza della vita con una conferenza conclusiva a carattere scientifico presso l'Università degli Studi di Trieste dove, sulla base di nuovi elementi stilistici emersi dopo il recente restauro, conferma l'attribuzione della statua in terracotta policroma Angelo nunziante (proveniente dalla Pieve di San Gennaro in Lucchesia) alla mano del genio vinciano.
Ha curato e presentato numerose mostre in Italia e Svizzera (Locarno e Lugano). In campo letterario è stato relatore di romanzi e sillogi poetiche di autori contemporanei, firmando prefazioni ed analisi critiche.
È stato consulente artistico del progetto Campogrande Concept al Palazzo Pepoli Campogrande di Bologna e della Galleria Berga di Vicenza.
Ha partecipato a diverse trasmissioni televisive, talk show culturali e spettacoli di varietà per la Rai ed emittenti private, fra i quali si ricordano Voyager in viaggio con Roberto Giacobbo (un ciclo di serate prodotto dal Premio Festival della Televisione Italiana), Unomattina e Applausi con Gigi Marzullo.
Nel gennaio 2021 viene nominato direttore artistico e curatore tecnico-scientifico di Auxilia Foundation con sede a Cividale del Friuli, presso il Monastero di Santa Maria in Valle, sito UNESCO Patrimonio Mondiale dell'Umanità.
In occasione del VII centenario della morte di Dante Alighieri, nel dicembre 2021 realizza lo spettacolo multimediale Dante e Giotto. Le origini della rinascita, in cui ricostruisce le vicende artistiche e letterarie di un momento storico irripetibile della cultura italiana. Nel febbraio 2022 inizia la collaborazione con la Società delle Belle Arti - Circolo degli Artisti di Firenze, fondata nel 1843, con sede presso lo spazio espositivo della Casa di Dante, in cui realizza una serie di eventi tematici.
Il 15 febbraio 2024, presso la Sala Laurentina della Basilica di San Lorenzo in Lucina in Roma, presenta il volume San Benedetto. Affreschi, dipinti e bozzetti per l’abbazia di Montecassino, una pubblicazione progettuale contenente il programma iconografico di 450 metri quadrati di superficie dipinta da Sergio Favotto per la volta della basilica cassinese, già affrescata da Luca Giordano verso il 1678, e distrutta dai bombardamenti alleati della seconda guerra mondiale. Nell'ottobre dello stesso anno, nel Complesso museale di San Francesco a Montefalco, cura l'esposizione Vita e miracoli dei Santi. Da Benozzo Gozzoli e Perugino all'interpretazione contemporanea di Sergio Favotto, con opere e bozzetti del suddetto programma.
Nell'ambito della 60. Esposizione Internazionale d'Arte - La Biennale di Venezia del 2024, Partecipazione Nazionale del Bangladesh, nel progetto espositivo The Contact, curato da Viviana Vannucci, presenta in catalogo le opere dell'artista Roberto Saglietto appartenenti alla serie Windows on the World.

## Il pensiero critico
La sua idea di analisi sia iconografica che iconologica dell'opera trova i presupposti da una lettura plurima della stessa, al fine di identificarne sia gli aspetti manifesti che quelli occulti. Dall'esame preliminare della pura visibilità - legata ai piani istintuale, emozionale e psicologico - l'attenzione si sposta verso quella dimensione mentale che evidenzia e distingue i significati oggettivi del razionale. In seguito, attraverso l'interpretazione della simbologia e dell'armonia compositiva (derivante dall'accostamento di spazio, luce, forma e colore), si procede verso quell'Intuizione intellettuale che sovente custodisce la rivelazione del significato ultimo. Il capolavoro d'arte è riconoscibile dalla comunicazione totale che raggiunge tutti i piani di Coscienza dell'Essere, da quello fisico-sensoriale a quello spirituale in cui si rispecchia tutta l'Umanità. Il linguaggio della critica contemporanea deve puntare al coinvolgimento globale del pubblico mediante una comunicazione semplice di vivacità e sintesi che unisca l'intrattenimento della parola espressa in modo accurato (arte dell'eloquenza) con i contenuti fondanti del discorso. In tale contesto, i valori supremi dell'Estetica sono intimamente connessi a quelli dell'Etica, nell'indagine umana della Conoscenza pluridimensionale.

## Premi
- Targa d'argento della Camera dei deputati per l'attività di divulgazione artistica e culturale - (2012)[41]
- RAI Radiotelevisione Italiana - Premio Enzo Biagi per la comunicazione televisiva di qualità nella critica dell'arte - (2015)[42]
- XVIII Premio Festival della Televisione Italiana - alla qualità della comunicazione per la letteratura nell'arte con la pubblicazione Oltre la paura - (2015)[43]
- II Edizione Premio 'Isola di Grado' - letteratura, comunicazione televisiva e media - (2017)[44]

## Pubblicazioni
- Eclipsis. Saggi sulla pittura classica - (1999)
- Siro Muedini. Genesi ed evoluzione di un artista europeo - (2003)[45]
- Antonio Baccarin. Spazio aperto dentro se stesso - con Francesco Gallo e Bruno Rosada - (2005)
- Strati-Grafici. Opere di Michele Ugo Galliussi - (2006)
- Marega/Chimenti. La liricità di un dramma umano - con Franco Savadori - (2007)
- Il movimento dell'Anima. Abstract divulgativo del Movimento Arte Intuitiva - (2007)
- Fabio Colussi. La luce dell'attimo - (2008)
- Pietro Piccoli. Silenziosa luce - (volume pagg.368), tradotto in inglese e francese - (2009)
- Maria Pia Patriarca. Psiché - (2009)
- Roberto Comelli. La scomposizione visiva - con Paolo Levi e Vittorio Sgarbi - (2009)[46]
- Verso il mondo nuovo. L'arte nella spiritualità quotidiana - dvd divulgativo con Stefano Senni - (2009)
- Blue Zone - 53. Esposizione Internazionale d'Arte - La Biennale di Venezia - (2009)
- La Bisiacaria a San Marco. Palazzo delle Prigioni, Venezia - (2010)
- Juna. I fili dell'invisibile - (2010)[47]
- Pierluigi de Lutti. Il simbolo, il tempo e la materia - con Giacomo Belloni - (2010)[48]
- Lo spirito del tempo che ritorna. Saggio sulle origini della lingua friulana - (2010)
- Pietro Piccoli. Silent Light - edizione in lingua inglese per gli Stati Uniti - Zantman Art Galleries, California - (2011)
- Artistic visions in Venice. Palazzo delle Prigioni, Venezia - (2012)
- Elio Campanello. Il sogno dentro un sogno - pubblicato in Svizzera - (2012)
- Oltre la paura. Conversazioni di Giancarlo Bonomo - pitture di Raffaello Ossola, testi poetici di Bruno Almini - (2012)[49]
- Amarcord di Federico Fellini. Partecipazione al documentario-recital 'Mi visi', regia di Renzo Cecotti - (2012)
- Fiori di strada. Pitture di Rosy Mantovani - testi poetici di Fulvio Vitali - (2012)[50]
- Cardioids. Pitture di Monica Bisogno - saggio di Fausto Ranieri, con dvd dal Teatro Paravento di Locarno (CH) - (2013)[51]
- La luce del mare. Palazzo delle Prigioni, Venezia - (2013)[52]
- Overplay - 55. Esposizione Internazionale d'Arte - La Biennale di Venezia - (2013)
- Passonia. Le monde plissé - Arte, moda e design - (2013)[53]
- Andrea Boldrini. Dissolvenze - (2013)
- Maria Pia Patriarca. Angels - (2013)[54]
- Sir Richard Francis Burton - dvd divulgativo con Riccardo Cepach - (2013)
- In the middle of nowhere. Tesi di laurea di Juna Beqiraj, estratti da 'Oltre la paura' - Accademia di Belle Arti di Bologna - (2013)
- Invisibilia. Opere di Giovanni Bevilacqua - (2014)[55]
- Orlando Bernardi. Germogli di libertà. La scultura dei miti e degli archetipi - (2015)[56]
- Rodolfo Lepre. Codice arcaico. Pittura ed architettura - (2015)[57]
- Oltre la guerra. L'Arte del '900 - conversazioni storiche itineranti, raccolta in sei dvd - (2015)[58]
- Davide Sallustio. Rapito dall'ARTE - saggio introduttivo con Andrea Buscemi, edizioni Eracle - (2016)[59]
- Rodolfo Lepre. Novo Codice. In collaborazione con UNESCO - Ministero dei beni e delle attività culturali e del turismo - Fondazione Aquileia - (2016)[60]
- Mauro Milani. Kirkos. Le dimensioni del tempo - dipinti, installazioni e progetti architettonici - Bologna, Palazzo Pepoli Campogrande - (2017)[61]
- Lux Magna. Pitture ed installazioni di Mauro Milani - Reggio Calabria, Castello Aragonese - (2017)[62]
- American Beauty. Catalogo antologico della Pop Art americana (in italiano e inglese) - con il patrocinio del Consolato degli Stati Uniti a Milano - (2018)[63]
- Ratio Dubii. La ragione del dubbio. Pitture di Sandra Zeugna - Bologna, Dueunodue Spazi Espositivi - (2018)[64]
- Praise of Imperfection - edizione in lingua inglese - HOFA Gallery / London, Los Angeles, Mykonos - (2019)[65]
- Sogni metafisici. Pitture di Franco Giletta e Claudio Rolfi - Baveno Arte Maggiore - con Vittorio Sgarbi - (2019)[66]
- De Speculi Natura. Dipinti, sculture e contaminazioni, architettura e design di Mauro Milani - (2020)[67]
- Il mondo visionario. L'Art Brut di Vladimiro Dijust - Cividale del Friuli, Monastero di Santa Maria in Valle - (2020)[68]
- L'elogio dell'impermanenza. Pitture di Fausto Nazer - con Raffaella Ferrari - (2021)
- Claudia Raza. Opere calligrafiche - (2022)
- Pietro De Tommaso. Retrospettiva - Udine, Palazzo Morpurgo - (2022)[69]
- Francesco Mazzi. Japanese Beauty - con Raffaella Ferrari e Vittorio Sgarbi - (2022)[70]
- Laura Altobelli. Pubblicazione monografica - collana 'Signa Artis', ed. Giorgio Mondadori - (2022)[71]. ISBN 978-88-374-1962-2
- Maura Mattiolo. Les couleurs de l'évanescence - edizione in lingua francese - Senato della Repubblica Francese, Jardin du Luxembourg - (2022)[72]
- San Benedetto. Affreschi, dipinti e bozzetti di Sergio Favotto per l'Abbazia di Montecassino (in italiano e inglese), Chartesia editore - (2023)[73]. ISBN 978-88-99786-41-0
- Maria Stella Corsi. Echi dell'Invisibile - (2024)[74]
- The Contact. Biennale Arte 2024, Pavilion of the People's Republic of Bangladesh, Serradifalco editore - (2024)[75]. ISBN 978-88-88891-62-0
- Roberto Saglietto - 60. Esposizione Internazionale d'Arte - La Biennale di Venezia - (2024)[76]
- Luigi Brolese. Presenze Sottili - (2024)[77]
- Claudia Raza. Arcani di Pietra - (2024)[78]
- Piero Conestabo. L'Opera nel Tempo - (2024)[79]
- Claudia Raza. Il respiro dell'esistenza - (2025)[80]
- Valeria Galante. Rhapsody in Blue - (2025)[81]